# Liste der Biografien/Wier
Liste der Biografien |
Portal Biografien |
Personensuche
# |
A |
B |
C |
D |
E |
F |
G |
H |
I |
J |
K |
L |
M |
N |
O |
P |
Q |
R |
S |
T |
U |
V |
W |
X |
Y |
Z |
?
 
Wa |
Wc |
Wd |
We |
Wh |
Wi |
Wj |
Wl |
Wn |
Wo |
Wr |
Ws |
Wt |
Wu |
Ww |
Wy |
Wz
 
Wia |
Wib |
Wic |
Wid |
Wie |
Wif |
Wig |
Wih |
Wii |
Wij |
Wik |
Wil |
Wim |
Win |
Wio |
Wip |
Wir |
Wis |
Wit |
Wiv |
Wiw |
Wix |
Wiz
 
Wiea |
Wieb |
Wiec |
Wied |
Wief |
Wieg |
Wieh |
Wiej |
Wiek |
Wiel |
Wiem |
Wien |
Wiep |
Wier |
Wies |
Wiet |
Wiev |
Wiew |
Wiey |
Wiez
Die Liste der Biografien führt alle Personen auf, die in der deutschsprachigen Wikipedia einen Artikel haben. Dieses ist eine Teilliste mit 79 Einträgen von Personen, deren Namen mit den Buchstaben „Wier“ beginnt.

## Wier
- Wier, Mathijs, Kaufmann und Mystiker
- Wier, Roy (1888–1963), US-amerikanischer Politiker

### Wierb
- Wierba, Michał (* 1986), polnischer Jazzmusiker (Piano)
- Wierbos, Wolter (* 1957), niederländischer Jazzposaunist

### Wierc
- Wiercimok, Martin (* 1969), deutscher Fußballspieler
- Wierciński, Andrzej (* 1961), polnischer Philosoph, Theologe und Poet
- Wiercinski, Francis J. (* 1956), US-amerikanischer Offizier, Generalleutnant der US-Army
- Wiercinski-Keiser, Willibald (1888–1944), deutscher Jurist und Senator der Freien Stadt Danzig
- Wiercioch, Adam (* 1980), polnischer Degenfechter
- Wiercioch, Patrick (* 1990), kanadischer Eishockeyspieler

### Wiere
- Wierenga, Red (* 1980), US-amerikanischer Jazz-Musiker
- Wierer, Dorothea (* 1990), italienische BiathletinDorothea Wierer (* 1990)

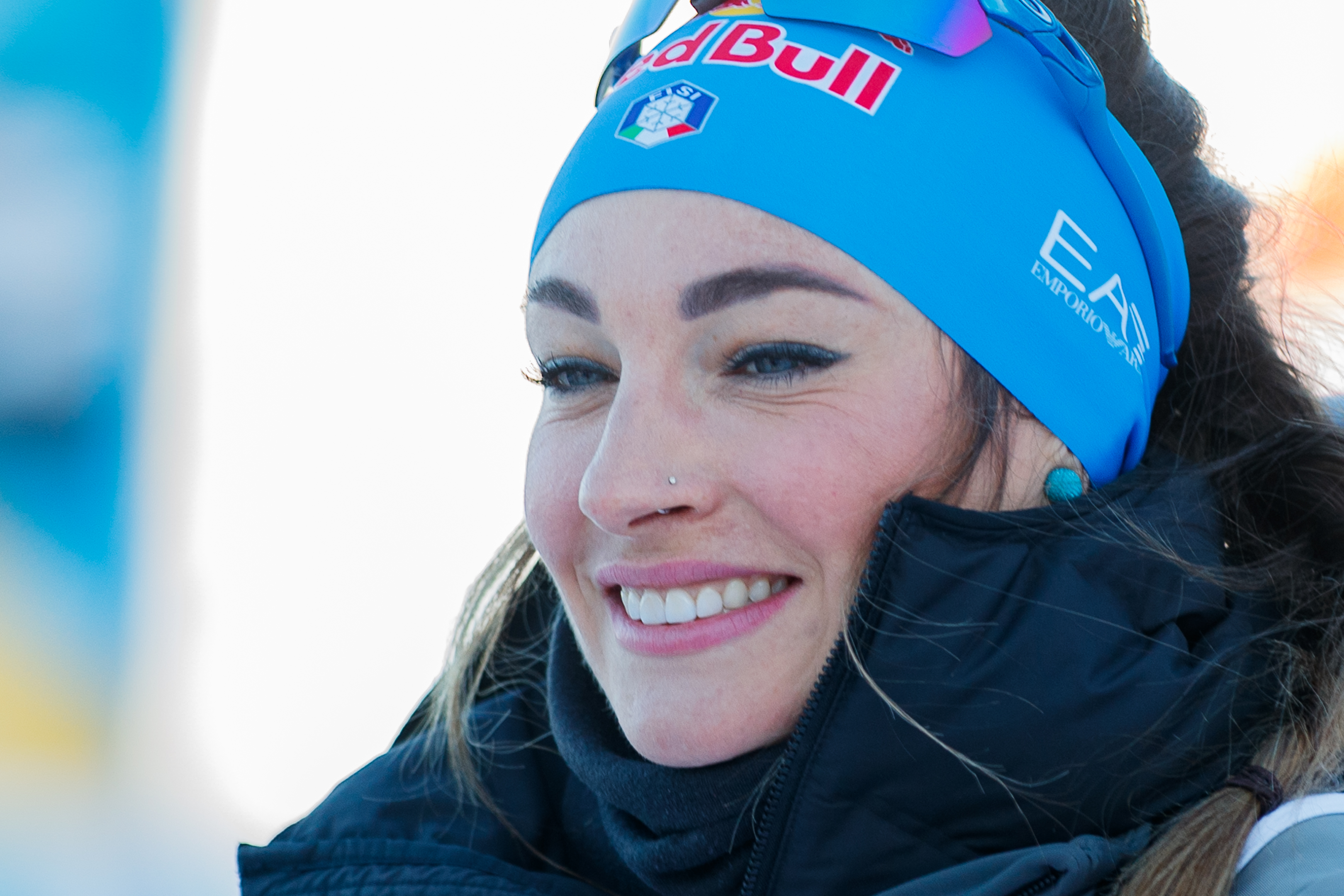
Dorothea Wierer (* 1990)

- Wierer, Josef (1930–2016), deutscher Schauspieler

### Wierh
- Wierheim, Albert (1885–1934), deutscher NSDAP-Funktionär

### Wieri
- Wierig, Martin (* 1987), deutscher Diskuswerfer
- Wierinckx, Robert (1915–2002), belgischer Radrennfahrer
- Wieringa, Edwin Paul (* 1964), niederländischer Indonesist und Hochschullehrer
- Wieringa, Frans, niederländischer Jazzmusiker (Piano)
- Wieringa, Tommy (* 1967), niederländischer Autor
- Wieringo, Mike (1963–2007), US-amerikanischer Comiczeichner
- Wierix, Hieronymus (* 1553), südflämischer Kupferstecher und Zeichner

### Wierl
- Wierlacher, Alois (* 1936), deutscher Germanist
- Wierling, Damian (* 1996), deutscher Schwimmsportler
- Wierling, Dorothee (* 1950), deutsche Historikerin

### Wierm
- Wiermann, Hans-Werner (* 1958), deutscher Militär, Generalleutnant der Bundeswehr
- Wiermer, Christian (* 1982), deutscher Journalist und politischer Beamter (CDU)

### Wiern
- Wiernicki, Krzysztof (1947–2019), Musik- und Kulturwissenschaftler, Journalist, Autor
- Wiernik, Barbara (* 1974), belgische Jazzmusikerin (Gesang, Komposition)
- Wiernik, Jankiel (1889–1972), polnischer Zimmermann, Holocaustüberlebender

### Wiero
- Wierod, Morten (* 1972), norwegischer Ingenieur und GeschäftsmannMorten Wierod (* 1972)

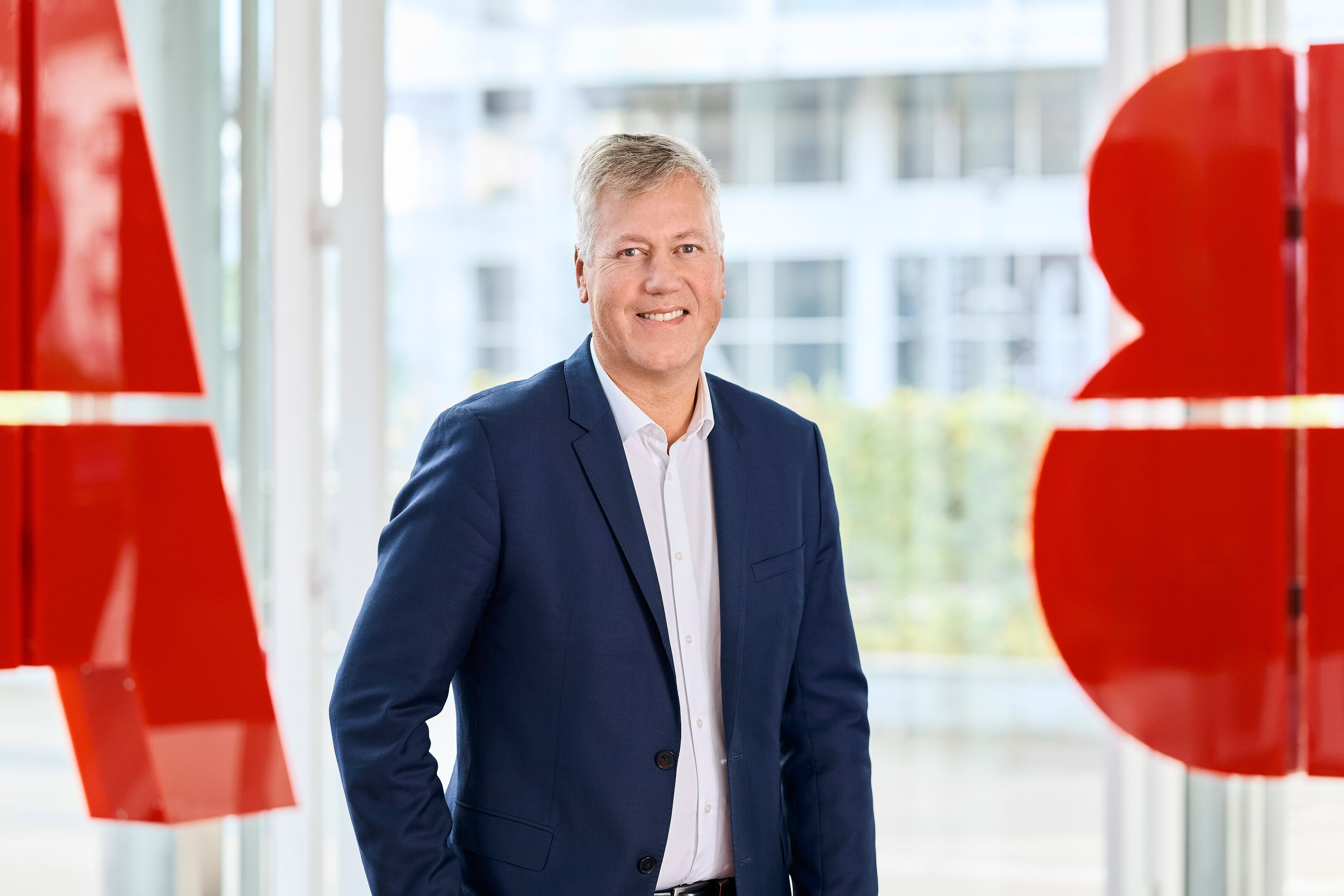
Morten Wierod (* 1972)

### Wiers
- Wiers-Jenssen, Hans (1866–1925), norwegischer Dramatiker, Schriftsteller und Theaterhistoriker
- Wiersbitzki, Georg Ludwig von (1717–1778), preußischer Generalmajor
- Wiersbitzki, Johann Karl von (1764–1834), preußischer Capitain und Landrat
- Wiersch, Jean (* 1963), deutscher Schriftsteller und Polizeibeamter
- Wiersch, Jürgen (1958–2014), deutscher Schriftsteller und Schauspieler
- Wiersch, Latefa (* 1982), bildende Künstlerin
- Wiersch, Marco (* 1971), deutscher Drehbuchautor
- Wierscher, Hartmut (1924–2014), deutscher Politiker (SPD)
- Wierscher, Julia (* 1971), deutsche Eishockeyspielerin
- Wierschowski, Lothar (* 1952), deutscher Althistoriker
- Wiersich, Oswald (1882–1945), deutscher Gewerkschafter, Widerstandskämpfer
- Wiersig, André (* 1972), deutscher ExtremschwimmerAndré Wiersig (* 1972)

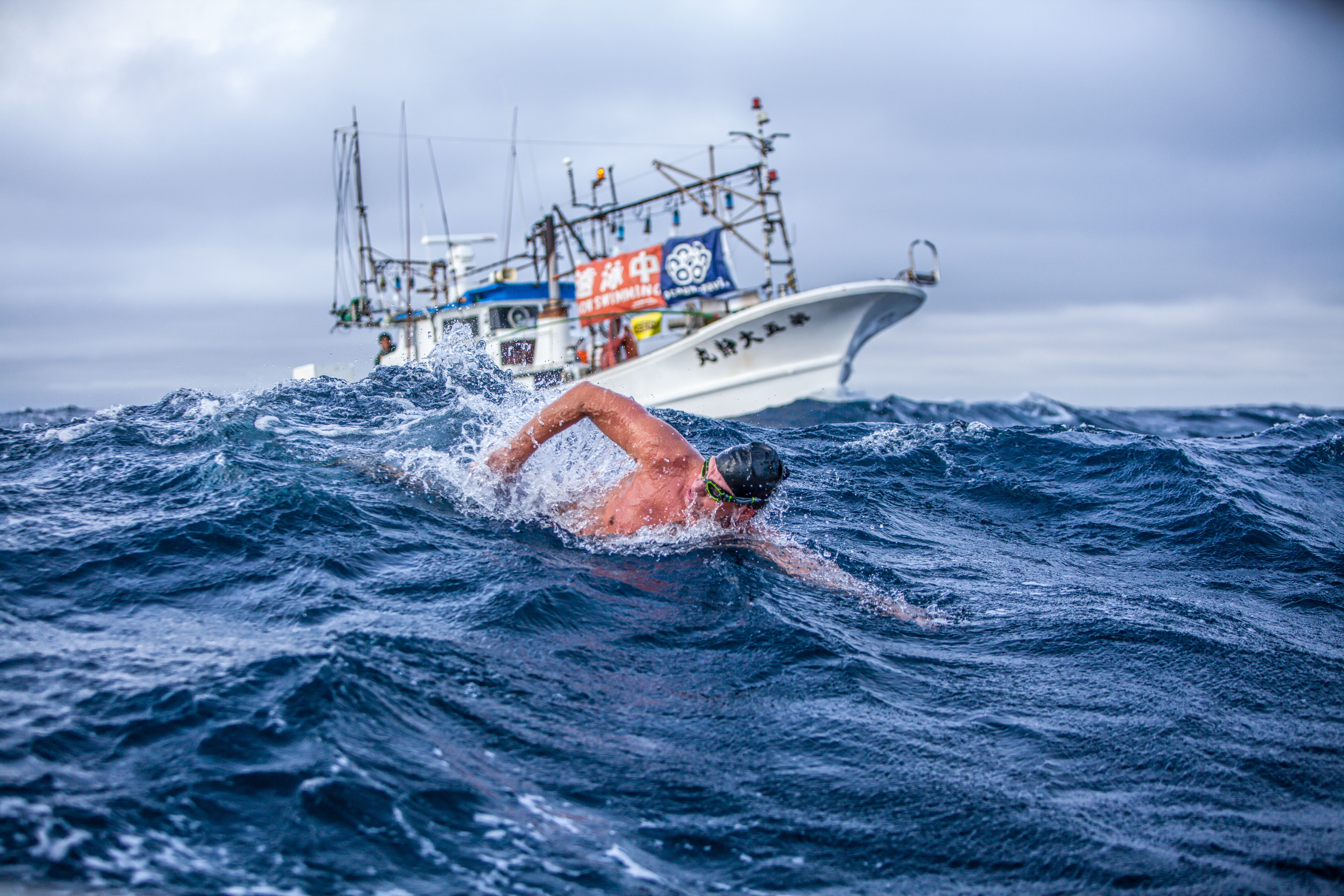
André Wiersig (* 1972)

- Wiersing, Erhard (* 1940), deutscher Erziehungswissenschaftler und Pädagoge
- Wiersma, Abe (* 1994), niederländischer Ruderer
- Wiersma, Diederik (* 1967), niederländischer Physiker
- Wiersma, Femke (* 1984), niederländische Agrar-Lobbyistin und Politikerin
- Wiersma, Frits (1894–1984), niederländischer Radrennfahrer
- Wiersma, Ids (1878–1965), niederländisch-friesischer Maler
- Wiersma, Jan Marinus (* 1951), niederländischer Politiker (PvdA), MdEP
- Wiersma, Klaas (1917–1993), niederländischer Politiker (VVD) und Rechtswissenschaftler
- Wierstra, Martin (1928–1985), niederländischer Bahnradsportler
- Wierstraet, Christian, Stadtschreiber von Neuss
- Wiersum, Peter (* 1984), niederländischer Ruderer

### Wiert
- Wiertelak, Mariola (* 1991), polnische Handballspielerin
- Wiertelotz, Evi, deutsche Fußballspielerin
- Wiertz, Antoine Joseph (1806–1865), belgischer Maler, Zeichner und KupferstecherAntoine Joseph Wiertz (1806–1865)

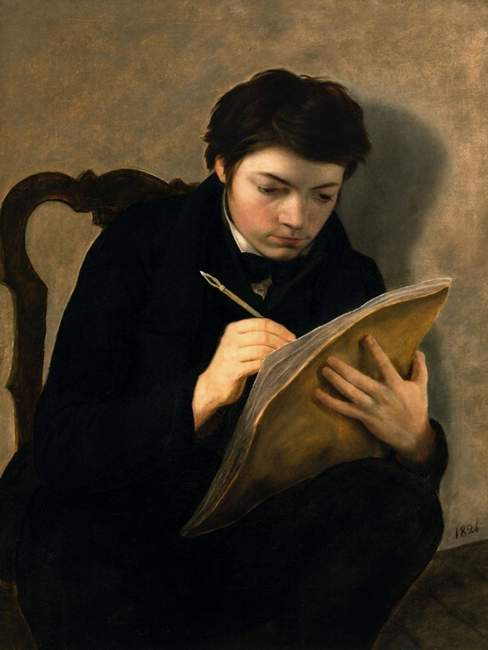
Antoine Joseph Wiertz (1806–1865)

- Wiertz, Frans (* 1942), niederländischer Geistlicher, emeritierter römisch-katholischer Bischof von Roermond
- Wiertz, Henricus Franciscus (1784–1858), niederländischer Genre-, Stillleben- und Landschaftsmaler sowie Lithograf
- Wiertz, Jupp (1888–1939), deutscher Werbegrafiker und Plakatkünstler
- Wiertz, Oliver (* 1964), deutscher Philosoph
- Wiertz, Stefan (* 1964), deutscher Koch und Autor

### Wieru
- Wierucki, Tadeusz (1934–2015), polnischer Radrennfahrer
- Wierusz-Kowalski, Alfred von (1849–1915), polnischer Maler der Münchner Schule
- Wierusz-Kowalski, Józef (1866–1927), polnischer Physiker und Diplomat
- Wieruszewski, Rafał (* 1981), polnischer Leichtathlet
- Wieruszowski, Alfred Ludwig (1857–1945), deutscher Jurist, Senatspräsident am Oberlandesgericht Köln sowie Professor an der Universität zu Köln
- Wieruszowski, Helene (1893–1978), deutschamerikanische Historikerin
- Wieruszowski, Lili (1899–1971), deutsch-Schweizer Organistin, Komponistin, Musikpädagogin und Kirchenmusikerin

### Wiery
- Wiery, Valentin (1813–1880), österreichischer Geistlicher, Bischof von Gurk (1858–1880) und Politiker, Landtagsabgeordneter

### Wierz
- Wierzbicka, Anna (* 1938), polnische Linguistin
- Wierzbicki, Alfred Marek (* 1957), polnischer Philosoph
- Wierzbicki, Jamie (* 1988), deutscher Stand-up-Comedian und Autor
- Wierzbicki, Marcin (* 1969), polnischer Komponist und Musikpädagoge
- Wierzbicki, Witold (1890–1965), polnischer Bauingenieur
- Wierzchosława Bolesławówna, polnische Prinzessin
- Wierzchosława Ludmiła († 1223), polnische Prinzessin
- Wierzchowski, Jakub (* 1977), polnischer Fußballspieler
- Wierzejski, Wojciech (* 1976), polnischer Politiker, MdEP
- Wierzyński, Kazimierz (1894–1969), polnischer Schriftsteller